# (486239) Zosiakaczmarek
(486239) Zosiakaczmarek – planetoida z pasa głównego planetoid okrążająca Słońce w ciągu 4,21 roku w średniej odległości 2,61 au. Została odkryta 13 grudnia 2012 roku przez Michała Kusiaka i Michała Żołnowskiego jako obiekt +20 wielkości gwiazdowej. Średnica asteroidy wynosi w przybliżeniu około 2 km.
Nazwa planetoidy pochodzi od nazwiska Zofii Kaczmarek (ze zdrobnieniem imienia), laureatki olimpiady astronomicznej w latach 2016 i 2017 oraz srebrnej medalistki 10. Międzynarodowej Olimpiady z Astronomii i Astrofizyki. Przed jej nadaniem planetoida nosiła oznaczenie tymczasowe 2013 BK16.